# Rubén Orihuela
Pour les articles homonymes, voir Orihuela (homonymie).
Rubén Orihuela est un gymnaste espagnol qui pratique la gymnastique rythmique. Il est entraineur et notamment celui de José Sanchez Diaz ou encore de Sergio Villalba. 
Entraineur de qualité, il travaille avec plusieurs pays comme le Chili, la France, l'Italie. 
Organisateur de cursus d'été pour entraineurs et gymnastes, il propose un travail riche et élaboré, ayant des aptitudes et un panel riche pour tout niveaux confondus. 
Alors que la plupart des gymnastes masculins se contentent de créer des enchainements ressemblant à ceux de la traditionnelle gymnastique artistique, Ruben Orihuela a recréé tous les mouvements prévus à l'origine pour les femmes. Il fait preuve d'une très grande souplesse, digne des plus célèbres gymnastes.